# Волоколамский переулок
Волокола́мский переу́лок — переулок в Центральном районе Санкт-Петербурга. Проходит от Боровой улицы до улицы Константина Заслонова.

## История
Первоначально — 2-я Вновьпроведённая Болотная улица. Название дано по Болотной улице.

Также — Вновьпроведённая Болотная улица №2.

С 1857 года — 2-я Новопроводная улица.

Также — Непроводная улица №2. Название связано с тем, что улицы была непригодна для проезда.

С 9 декабря 1857 года — Волоколамская улица. Название дано по городу Волоколамску в ряду улиц Московской части, названных по уездным городам Московской губернии.

Современная форма названия существует с 1969 года.